# Costo variable
Un costo variable es aquel que se modifica de acuerdo a variaciones del volumen de producción (o nivel de actividad), se trata tanto de bienes como de servicios. Es decir, si el nivel de actividad decrece, estos costos decrecen, mientras que si el nivel de actividad aumenta, también lo hace esta clase de costos.
{\displaystyle CV=wL+rQ\,}/5
donde:
- que  es la cantidad de Trabajo es poco uso
- Que  es la cantidad de capital
- que  es el salario
- es el interés del capital

Salvo en casos de cambios estructurales, en las unidades económicas, los costos variables tienden a tener un comportamiento lineal, lo que les confiere la característica de poseer un valor promedio por unidad que tiende a ser constante. Todos aquellos costos que no son considerados variables, son fijos. Esta distinción es esencial para ser usada en las herramientas de decisiones basadas en costos.
En la teoría microeconómica los costes variables suelen considerarse no lineales, existiendo un primer tramo de rendimientos crecientes seguido de un tramo de rendimientos decrecientes.
En un Supermercado, los cajeros son un costo variable, ya que los gerentes pueden ajustar fácilmente las horas que trabajan para adecuarlas al número de compradores que acudan al local.
Los costos variables, como su nombre lo indica, difieren con el nivel de producción y están asociados al uso de los factores variables, como la mano de obra y las materias primas. Dado que las cantidades de factores aumentan conforme se incrementa la producción, los costos variables aumentan cuando ésta lo hace.
Costos variables (CV): dependen de la cantidad empleada de los factores variables; por tanto, del nivel de producción.
Los costos variables son aquellos cuyo componente físico y/o abstracto (no monetario) total, presenta una correlación altamente positiva con el nivel de actividad aunque la relación de variabilidad no sea la misma para distintos niveles de actividad.
Los costos variables en su expresión más simplificada presentan un comportamiento lineal. Pero tal como lo señala su propia definición sabemos que a lo largo de su consumo es altamente probable que se presenten discontinuidades{{Enlace roto|1=[https://bibliotecavirtual.unl.edu.ar/ojs/index.php/CE/article/download/4275/6484 (enlace roto disponible en Internet Archive; véase el historial, la primera versión y la última). discontinuidades.

## Ejemplo de costo variable
Por ejemplo, una empresa paga por las materias primas. Cuando su actividad disminuye necesitará menos materias primas, y por lo tanto gastará menos. Cuando la actividad se incrementa, necesitará más materia y el gasto aumentará.
- Datos: Q174915